# Yusuf Shahin

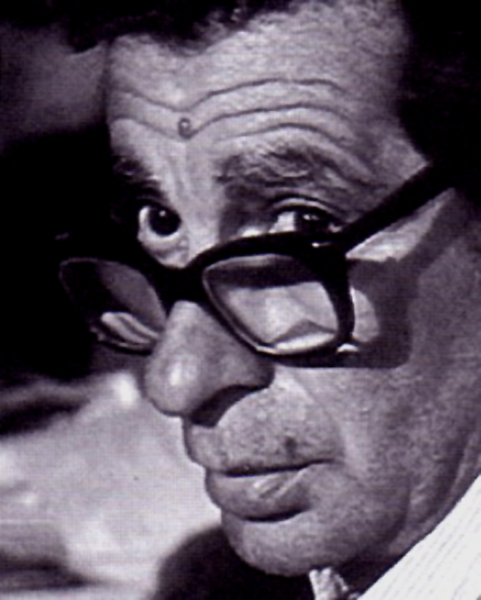
Yusuf Shahin al Cairo nel 1986, per il film Le Sixième Jour.

Yūsuf Shāhīn, noto anche con la grafia francesizzata di Youssef Chahine (in arabo يوسف شاهين‎?; Alessandria d'Egitto, 25 gennaio 1926 – Il Cairo, 27 luglio 2008), è stato un regista, sceneggiatore e produttore cinematografico egiziano.

## Biografia

### Gioventù
Figlio di genitori libanesi originari di Zahle e di religione cattolica greco-melchita, mosse i suoi primi passi scolastici presso una scuola di frati di Alessandria e proseguì gli studi al prestigioso Collegio Victoria. Dopo un anno all'università di Alessandria d'Egitto, si recò negli Stati Uniti d'America per studiare nel teatro di Pasadena.

### Esordio da regista
Dopo il suo ritorno in Egitto, indirizzò i suoi interessi verso la regia. Alvise Orfanelli operatore cinematografico italiano residente ad Alessandria aiutò Shahin a inserirsi nell'ambiente del cinema. Il suo film d'esordio fu Bābā Amīn (1950): un anno dopo, con Il ragazzo del Nilo (1951) fu per la prima volta invitato al Festival di Cannes. Nel 1958 dirige l’attrice connazionale  Magda nel film Jamila l’algerina, sulla figura di Djamila Bouhired, eroina della liberazione dell’Algeria dal dominio francese.
Nel 1970 conseguì il premio Tanit d'oro al Festival cinematografico di Cartagine. Con Il passero (1973), in cui mostrava le sue opinioni politiche circa la situazione egiziana susseguente alla Guerra dei sei giorni contro Israele, diresse la prima co-produzione Egitto-algerina. Vinse un orso d'argento al Berlinale per Alessandria perché? (1978), prima sezione di un'opera autobiografica in quattro parti che comprenderà Una storia egiziana (1982), Alessandria, ancóra e ancóra (1990) e Alessandria...New York (2004). 
In uno dei suoi film chiamato Le Sixième Jour (اليوم السادس), un adattamento del romanzo della scrittrice Andrée Chedid, la famosa cantante italo-francese Dalida, egiziana di nascita (era nata al Cairo) fu la protagonista, nel ruolo di una povera donna egiziana.

### Teatro e nuove regie cinematografiche
Nel 1992 Jacques Lassalle lo avvicinò per mettere in scena una pièce di sua scelta per la Comédie-Française: Shāhīn scelse di adattare il Caligola di Albert Camus, che riscosse un significativo successo. Lo stesso anno iniziò a scrivere la sceneggiatura de L'emigrante (1994), una storia ispirata al personaggio biblico di Giuseppe, figlio di Giacobbe. Si trattava di un progetto di antica data e finalmente lo realizzò nel 1994. Il film creò una controversia in Egitto fra l'ala progressista e i fondamentalisti che si opponevano alla sua descrizione dei personaggi nel film (si ricordi che Giuseppe e Giacobbe sono riconosciuti profeti anche dalla tradizione islamica, col nome di Yūsuf e Yaʿqūb).
Nel 1997, a 71 anni e al suo quinto invito colà, la sua opera ebbe un riconoscimento al Festival del Film di Cannes, con un premio alla carriera in occasione del 50º anniversario del Festival. A lui si dice sia dovuta la scoperta di Omar Sharif, il cui primo ruolo da protagonista fu nel film di Shāhīn Lotta sul fiume, che in inglese si chiamò The Blazing Sun (1954). Affidò anche un ruolo all'esordiente Nadia Lutfi, nella parte della vittima di un omicidio nel film Bāb al-Ḥadīd (Porta di ferro, uscito in lingua inglese col titolo Cairo Station).

### Controversie
Controversie sono esplose in seguito alla proiezione di numerosi suoi film:
- Il passero attaccava la corruzione egiziana e accusava il suo paese per la catastrofica sconfitta nella Guerra dei sei giorni;
- non minori polemiche si ebbero nel film Il destino, in cui la figura del filosofo razionalista Averroè è costretto a subire l'ottusa prepotente censura religiosa dei dominatori almohadi di al-Andalus, con chiaro riferimento al ruolo reazionario esplicato dal fondamentalismo islamico contemporaneo.
- i film autobiografici fanno frequentemente esplicito riferimento alla sua bisessualità. In Alessandria... Perché?, ambientato nella Seconda guerra mondiale, un soldato britannico e un uomo egiziano diventano amanti, mentre il regista ha vari amanti maschi e numerose amanti femmine, sia reali, sia immaginari;
- in Porta di ferro/Cairo Station, per quanto sia un classico del cinema egiziano, Shāhīn turbò gli spettatori per le simpatie espresse nei confronti di una "donna leggera" e per la violenza con cui l'assassino si accanisce contro una venditrice di bibite.

## Filmografia

### Regista(parziale)
- 1950 - Bābā Amīn (Papà Amìn) بابا أمين
- 1951 - Ibn al-Nīl (Il ragazzo del Nilo) إبن النيل
- 1952 - Al-muharrig al-kabīr (Il grande clown) - ﺍلمهرج الكبير
- 1954 - Ṣirāʿ fī l-wādī (Lotta sul fiume) صراع فى الوادى
- 1956 - Ṣirāʿ fī l-mīnāʾ (Lotta nel porto) صراع فى الميناء
- 1957 - Inta ḥabībī (Tu sei il mio amore) إنت حبيبى
- 1958 - Jamīla al Jaza'iriyya (Jamīla l’algerina)
- 1958 - Stazione centrale (Bāb al-ḥadīd) (La porta di ferro) باب الحديد
- 1963 - Al-Nāṣir Ṣalāḥ al-Dīn (Saladino il vittorioso) الناصر صلاح الدين
- 1964 - Fajr yawm jadīd (L'alba di un nuovo giorno) فجر يوم جديد
- 1965 - Bīyā al-khawātim (Il venditore d'anelli) - (basato sul musical del 1964) بياع الخواتم
- 1968 - Al Nil wa l-Hayat (Il Nilo e la Vita) النيل والحياة
- 1969 - La terra (al-Ard) الأرض
- 1970 - Al-ikhtiyār (La scelta) - الإختيار
- 1972 - Salwā al-fatā al-saghīra allatī takallam al-abqār (Salwā la ragazzina che parla alle vacche) - سلوى الفتاة الصغيرة التى تكلم الأبقار
- 1972- Al Nass wa l-Nil (La gente e il Nilo) الناس والنيل
- 1973 - Al-ʿuṣfūr (Il passero) - العصفور
- 1976 - ʿAwdat al-ibn al-ḍāl (Il ritorno del figliol prodigo) عودة الإبن الضال
- 1978 - Iskandariyya... līh? (Alessandria perché?) إسكندرية... ليه؟
- 1982 - Al-Dhmākira (La Memoria)
- 1982 - Hadduta miṣriyya (Una storia egiziana) حدوتة مصرية
- 1985 - Wadān Būnābart (Addio Bonaparte) وداعا بونابرت
- 1986 - Le Sixième Jour (Il Sesto Giorno) اليوم السادس
- 1990 - Iskandariyya kamān wa kamān (Alessandria ancora e per sempre)  إسكندرية كمان وكمان
- 1991 - Al-Qāhira munawwara bi-ahliha (Il Cairo illuminata dalla sua gente) القاهرة منورة بأهلها
- 1994 - Al-muhajir (L'emigrante) المهاجر
- 1997 - Il destino (Al-Maṣīr) المصير
- 1999- Al-akhar (L'altro) الآخر
- 2001 - Sukūt ḥanṣawwar (Silenzio, si gira) سكوت حنصور
- 2002 - 11 settembre 2001 - episodio Egitto
- 2004 - Iskandariyya-New York (Alessandria-New York) إسكندرية-نيويورك
- 2007 - Hiya Fawḍā! (Chaos) هي فوضى
- 2007 - Chacun son cinéma - episodio 47 ans après

### Produttore
- Al Saqqa mat, regia di Salah Abu Seif (1979)